# Stanisław Olesiejuk
Stanisław Olesiejuk (ur. 17 listopada 1956 w Międzyrzecu Podlaskim) – polski artysta malarz, pedagog, nauczyciel plastyki, historii sztuki, wiedzy o kulturze oraz przysposobienia obronnego. 

## Życiorys
Ukończył Państwowe Liceum Sztuk Plastycznych w Lublinie (1976) oraz Instytut Wychowania Artystycznego UMCS w Lublinie. Dyplom w pracowni malarstwa sztalugowego prof. Mariana Stelmasika w 1983 r. Uczeń Ryszarda Winiarskiego, Koji Kamoji, Maksymiliana Snocha, Bogumiła Zagajewskiego.
Od 1980 r. nauczyciel plastyki, historii sztuki, wiedzy o kulturze, przysposobienia obronnego i edukacji dla bezpieczeństwa (Biała Podlaska, Gdynia, Gdańsk – Centrum Edukacji Nauczycieli). Wykładowca malarstwa i rysunku w Nadbałtyckim Stowarzyszeniu Plastyków im. Mariana Mokwy w Gdańsku (2002–2011) i Gdańskiej Akademii Sztuki Seniora (2011 do chwili obecnej). II stopień specjalizacji w dziedzinie plastyki. W 2001 r. otrzymał tytuł nauczyciela dyplomowanego. W 2001 r. ukończył studia podyplomowe w Akademii Marynarki Wojennej w Gdyni, a w 2003 r. studia podyplomowe w Pomorskiej Akademii Pedagogicznej w Słupsku. Artysta malarz w dziedzinie malarstwa sztalugowego, pastelu, gwaszu, rysunku, grafiki warsztatowej i użytkowej.
Mieszka w Gdyni.

## Wystawy indywidualne
- 1976 – Klub studencki UMCS „Piwnica”, Lublin
- 1980 – Klub Książki i Prasy „Masza”, Lublin
- 1980 – Instytut Artystyczny, Lublin
- 1980 – BWA, Lublin
- 1980 – KMPiK, Lublin
- 1980 – Filharmonia Lubelska, Lublin
- 1983 – MOK, Biała Podlaska
- 1983 – „Czasy”, kościół św. Antoniego, Biała Podlaska
- 1984 – MOK, Radzyń Podlaski, Terespol
- 1984 – DKK, Małaszewicze
- 1984 – Galeria „Desa”, Biała Podlaska
- 1985 – KMPiK, Gdynia
- 1985 – BWA, Łomża
- 1987 – Galeria „M”, Gdańsk
- 1988 – KMPiK, Sopot
- 1988 – Galeria kościoła NSJP, Gdynia
- 1989 – „W Hołdzie Starożytności”, Galeria Promocyjna BWA, Sopot
- 1990 – „Czas Apokalipsy”, KMPiK, Sopot
- 1990 – Klub „Remus”, Gdynia Cisowa
- 1990 – BWA, Sopot
- 1991 – Galeria Sztuki Współczesnej, Zamość
- 1991 – BWA, Biała Podlaska
- 1992 – „Człowiek, czas, przestrzeń”, Muzeum Narodowe, Gdańsk (Oddział Sztuki Współczesnej)
- 1993 – „Ziemia”, Galeria „Cyganeria”, Gdynia
- 1994 – Fundacja Galeria na Prowincji, Trybunał Koronny, Lublin
- 1996 – „Wędrówki duszy”, Centrum Europejskie Spotkania – Zamek Krokowa
- 1997 – „W stronę Galaktyki”, Galeria Podlaska, Biała Podlaska
- 1997 – „Od Altamiry do Współczesności”, Mała Galeria, Gdańsk
- 1998 – „Przestrzeń mistyczna”, Galeria Podlaska, Biała Podlaska
- 2000 – „Życie jest chwilą wieczności”, Towarzystwo Przyjaciół Sopotu, Dworek Sierakowskich, Sopot
- 2000 – Mała Galeria WBP, Gdańsk
- 2000 – Noc włóczęgów, poetów i bardów, Klub Studencki WSM „Bukszpryt”, Gdynia
- 2001 – Małopolskie Biuro Wystaw Artystycznych, Olkusz
- 2001 – Małopolskie Biuro Wystaw Artystycznych, Nowy Sącz
- 2001 – „13”, Cafe Variete, Kościół NMBR, Gdynia Demptowo
- 2002 – „Ziggurat”, Mała Galeria WBP, Gdańsk
- 2002 – „Obszary nieskończoności”, Galeria Na Piętrze, Koszalin
- 2002 – „Ars magna sciendi”, Art Gallery '78, Gdynia
- 2003 – „Sięgając gwiazd”, Ośrodek Ministerstwa Finansów, Jastrzębia Góra
- 2003 – „Metafizyka rysunku”, Muzeum Pomorza Środkowego, Spichlerz Richtera, Słupsk
- 2003 – Wystawa autorska stało-zmienna, Biblioteka IV LO, Gdynia
- 2004 – „Wolbórz – magia miejsca”, Mała Galeria WiMBP, Gdańsk
- 2004 – „Geometria kosmosu”, Muzeum Pomorza Środkowego, Spichlerz Richtera, Słupsk
- 2005 – 5-lecie TUL, Pruszcz Gdański
- 2005 – Malarstwo, V L.O., Gdynia
- 2005 – „Konstrukcja metafizyczna”, Muzeum Narodowe, Gdańsk (Oddział Sztuki Współczesnej – Galeria Promocyjna)
- 2009 – XXI, Mała Galeria Wojewódzkiej i Miejskiej Biblioteki Publicznej, Gdańsk (Jubileuszowa wystawa malarstwa olejnego)
- 2009 – Stanisław Olesiejuk – Metamorfozy, Druskieniki „Gdykla”, Litwa
- 2010 – Stanisław Olesiejuk – rysunek / Zbigniew Wąsiel – rzeźba, Galeria ZPAP, Gdańsk[1]

- 2010 – „Elvi – w hołdzie konstruktywizmowi”, jubileuszowa wystawa malarstwa w Galerii ZPAP, Gdańsk
- 2010 – Retrospektywna wystawa z promocją albumu „Stanisław Olesiejuk” Elwiry Worzały, Muzeum Miasta Gdyni
- 2010 – „Ilustracje”, Grand Spa, Druskienniki, Litwa
- 2010 – „Miniatury i struktury”, Galeria GTPS „Punkt”, Gdańsk
- 2010 – Malarstwo Stanisława Olesiejuka w Filharmonii Bałtyckiej, Gdańsk, Ołowianka
- 2011 – „Światło, forma, faktura, rysunki, pastele” – rysunek i malarstwo Stanisława Olesiejuka w Galerii Podlaskiej, Biała Podlaska
- 2011 – „Perły Gdyni” – wystawa pasteli i rysunków połączona z promocją albumu Elwiry Worzały „Perły Gdyni” w Muzeum Miasta Gdyni, Gdynia
- 2012 – „To jest Polska właśnie...”, Galeria „Punkt”, Gdańskie Towarzystwo Przyjaciół Sztuki
- 2012 – „Treny – interpretacje artystyczne” Jan Kochanowski – Stanisław Olesiejuk, Galeria „Punkt”, Gdańskie Towarzystwo Przyjaciół Sztuki
- 2013 – „Symfonie Galaktyk...”, Galeria ZPAP, Gdańsk
- 2013 – „Moje Podlasie...”, szkice krajobrazowe Południowego Podlasia, Galeria Podlaska, Biała Podlaska
- 2014 – „Symfonie”, wystawa pastelu olejnego, Galeria „Punkt” Gdańskie Towarzystwo Przyjaciół Sztuki
- 2014 – „Symfonie – Miastu Gdyni dedykuję...”, Stowarzyszenie Promocji Artystów Wybrzeża ERA ART, Lokal „Tygiel”, Gdynia
- 2014 – Pastele, Oxford University Press
- 2015 – „Nokturn” – rysunek, Filharmonia Bałtycka, Gdańsk
- 2015 – „Passage” – rysunek, Galeria „Punkt”, Gdańskie Towarzystwo Przyjaciół Sztuki
- 2015 – „Symfonie”, wystawa pastelu olejnego; Galeria Podlaska, Biała Podlaska
- 2016 – „Południowe Podlasie – martyrologia”, działanie plastyczne w Parku Sztuki, Biała Podlaska
- 2016 – „Nokturn” – rysunek, Galeria ZPAP, Gdańsk[2]
- 2017 – „Sznur” – rysunek, Galeria „Punkt”, Gdańskie Towarzystwo Przyjaciół Sztuki
- 2018 – „Cięcie” – rysunek, Galeria Klubu „Plama”, Gdański Archipelag Kultury, Gdańsk
- 2018 – „Stanisław Olesiejuk. Obrazy”, Galeria „Punkt”, Gdańskie Towarzystwo Przyjaciół Sztuki
- 2018 – „Zagięcie czasoprzestrzeni”, rysunek, Biuro Galerii ZPAP, Gdańsk
- 2019 – „Struktura czasoprzestrzeni” – malarstwo, Galeria Klubu „Plama”, Gdański Archipelag Kultury, Gdańsk
- 2019 – „Symfonie” – malarstwo, Filharmonia Bałtycka, Gdańsk
- 2019 – „Geometrony – w hołdzie Kazimierzowi Malewiczowi” – rysunek, Oliwski Ratusz Kultury, Gdańsk
- 2020 – „Totem” – rysunek, Oliwski Ratusz Kultury, Gdańsk
- 2020 – „Alien” – rysunek, Galeria „Punkt”, Gdańskie Towarzystwo Przyjaciół Sztuki
- 2020 – „Translokacje” – rysunek, Galeria ZPAP, Gdańsk
- 2021 – „Odsłona” – rysunek, Galeria Klubu „Plama”, GAK, Gdańsk
- 2021 – „Cień” – rysunek, Oliwski Ratusz Kultury, Gdańsk
- 2021 – „Druga dekada, Cięcie, Nokturn, translokacje” – rysunek, Galeria Podlaska, Biała Podlaska[3]
- 2022 – „Strefa ciszy – medytacje. W hołdzie Markowi Rothko” – malarstwo, Galeria Klubu „Plama”, GAK, Gdańsk[4]
- 2023 – „Portale. W hołdzie Josefowi Albersowi” – rysunek, GTPS, Gdańsk[5]
- 2023 – „XXI Wiek” – rysunek, Filharmonia Bałtycka, Gdańsk[6]
- 2023 – „Minimalizm konstruktywistyczny” – rysunek, ZSSO, Gdynia[7]
- 2023 – „Klisze pamięci” – rysunek, Galeria Gdyńskiego Centrum Filmowego, Gdynia[8]
- 2024 – „Podział” – rysunek, Oliwski Ratusz Kultury, Gdańsk[9]
- 2024 – „Nowy wiek. Zagięcie czasoprzestrzeni. Geometrony. Totem” – rysunek, Galeria Podlaska, Biała Podlaska[10]
- 2025 – „Wykroje kosmosu”- rysunek, Galeria Klubu „Plama”, Gdańsk[11]
- 2025 – „Dwa kolory - energia duchowości. W hołdzie Jasperowi Johnsowi”- malarstwo, Galeria Klubu MW „Riwiera”, Gdynia[12]
- 2025 – „Koło i kwadrat”- rysunek, Galeria „Punkt”, GTPS, Gdańsk[13]

## Stanisław Olesiejuk w publikacjach
- 2010 – Album monograficzny „Stanisław Olesiejuk” autorstwa Elwiry Worzały. Wydawnictwo: Bernardinum
- 2011 – „Perły Gdyni” album Elwiry Worzały z ilustracjami Stanisława Olesiejuka. Wydawnictwo: Bernardinum
- 2011 – Krzysztof Penderecki – VIII Symfonia „Pieśni przemijania”, album muzyczny z ilustracjami Stanisława Olesiejuka. Polska Filharmonia Bałtycka
- 2012 – „Grabówek” – album monograficzny dzielnicy Gdyni – Grabówka autorstwa Małgorzaty Sokołowskiej. Wydawnictwo: Verbi Causa
- 2012 – „Treny – interpretacje artystyczne”, Jan Kochanowski – Stanisław Olesiejuk. Album Elwiry Worzały. Wydawnictwo: Bernardinum
- 2014 – „Stanisław Olesiejuk – artysta malarz, nauczyciel” – Elwira Worzała. Rocznik Gdyński Nr 26
- 2023 – „Stanisław Olesiejuk i jego rysunki w Galerii «Punkt»”– Przemysław Kobiałka. Miesięcznik społeczno-kulturalny WOBEC.[14]
- 2023 – „«Początek wieku - XXI wiek». Wystawa rysunków Stanisława Olesiejuka w Polskiej Filharmonii Bałtyckiej” – Marian Walczak. Miesięcznik społeczno-kulturalny WOBEC.[15]
- 2023 – „Podwójna nieskończoność. Wystawa prac Stanisława Olesiejuka «Klisze pamięci». Galeria GCF”  – Marek Baran. Miesięcznik społeczno-kulturalny WOBEC.[16]
- 2024 – „Punkt podziału. Stanisław Olesiejuk Wystawa «Podział»” – Marian Walczak. Miesięcznik społeczno-kulturalny WOBEC.[17]

## Prace w zbiorach publicznych
- Narwiański Ośrodek Kultury – Narew, Polska
- Małopolskie Biuro Wystaw Artystycznych – Olkusz, Polska
- Wydział Artystyczny UMCS – Lublin, Polska
- Galeria na Piętrze – Koszalin, Polska
- Towarzystwo Uniwersytetów Ludowych – Pruszcz Gdański, Polska
- Urząd Miejski – Gdańsk, Polska (Wydział Kultury)
- Stowarzyszenie Badań Kamiennych Kręgów – Gdynia, Polska
- Urząd Miasta Gdyni – Polska
- Ośrodek Ministerstwa Finansów – Jastrzębia Góra, Polska
- Muzeum w Lubaczowie – Lubaczów, Polska (Kolekcja Polskiego Rysunku Współczesnego)
- Muzeum Pomorza Środkowego w Słupsku – Słupsk, Polska
- „Lasalle” High School – Nowy Jork, USA
- ONZ – Bruksela, Belgia
- Galeria Zamek – Ryn, Polska
- Muzeum Narodowe – Gdańsk, Polska (Oddział Sztuki Współczesnej)
- Fundacja Galeria na Prowincji – Lublin, Polska
- Stowarzyszenie Pastelistów Polskich – Nowy Sącz, Polska
- Biuro Wystaw Artystycznych – Łomża, Polska
- Wojewódzki Ośrodek Kultury – Biała Podlaska, Polska
- Galeria Podlaska – Biała Podlaska, Polska
- Ośrodek Conradowski – Gdańsk, Polska
- Muzeum Miasta Gdyni – Polska
- Biuro Projektów Europejskich – Bruksela, Belgia
- Muzeum Okręgowe w Nowym Sączu
- Muzeum Diecezjalne w Pelplinie (5 obrazów olejnych), Polska
- Muzeum Okręgowe w Białej Podlaskiej (10 szkiców rysunkowych), Polska
- Oxford University Press
- Stowarzyszenie Promocji Artystów Wybrzeża ERA ART
- Muzeum w Koszalinie

## Przynależność członkowska
- 1980 – Członek Prezydium MKZ NSZZ „Solidarność” Biała Podlaska, Region Mazowsze[18]
- 1980 – Przewodniczący Koła NSZZ „Solidarność” w Szkole Podstawowej nr 3 w Białej Podlaskiej[18]
- 1989 – Związek Polskich Artystów Malarzy i Grafików
- 1994 – Stowarzyszenie Pastelistów Polskich
- 2000 – Polskie Stowarzyszenie Edukacji Plastycznej
- 2003 – Klub Żołnierzy Rezerwy przy LOK, Gdynia
- 2005 – Zarząd Rejonowy LOK, Gdynia
- 2009 – Gdańskie Towarzystwo Przyjaciół Sztuki
- 2010 – Towarzystwo Nauczycieli Bibliotekarzy Szkół Polskich
- 2010 – Towarzystwo Przyjaźni Polsko–Francuskiej
- 2014 – Who is Who World Society
- 2014 – Związek Polskich Artystów Plastyków
- 2019 – Stowarzyszenie Dzieci Żołnierzy Wyklętych
- 2019 – Związek Żołnierzy Wojska Polskiego
- 2021 – Ruch Społeczny Wspólnota Słowian – Kasztelania Pomorska, Gdynia[19]
- 2021 – Grupa Rekonstrukcji Historycznej – Kadra Marynarki Wojennej 1939[20]
- 2022 – Grupa Rekonstrukcji Historycznej - Marynarka Wojenna 1918–1945 (Sekretarz)[21]

## Odznaczenia
- Srebrny Krzyż Zasługi (2004)
- Medal Komisji Edukacji Narodowej (1996)
- Złoty Medal „Za Zasługi dla Ligi Obrony Kraju” (2013)
- Srebrny Medal „Za Zasługi dla Ligi Obrony Kraju” (2009)
- Brązowy Medal „Za Zasługi dla Ligi Obrony Kraju” (2006)
- Odznaka „Zasłużony Działacz Kultury” (2001)
- Krzyż Semper Fidelis (2021)[22]
- Kombatancki Krzyż Zwycięstwa (2016)
- Krzyż Czynu Zbrojnego Polskiej Samoobrony na Kresach Wschodnich RP (2016)
- Złoty Krzyż „Za zasługi dla Klubów Żołnierzy Rezerwy LOK” (2018)
- Brązowy Krzyż „Za zasługi dla Klubów Żołnierzy Rezerwy LOK” (2014)
- Krzyż Brązowy „Za zasługi dla Związku Żołnierzy Wojska Polskiego” (2022)[23]
- Krzyż Zasługi w walce z COVID-19 (2022)[24]
- Krzyż WiN (2024)[25]
- Brązowa Odznaka „Za Zasługi dla Krwiodawstwa w Policji” (2023)[26]
- Odznaka Za Wybitne Zasługi dla Związku Kombatantów RP i byłych więźniów politycznych (2019)
- Odznaka Jubileuszowa Polska Niepodległa 1918–2018 (2019)
- Odznaka Honorowa 1000-lecia Miasta Gdańska (1997)
- Odznaka Honorowa „Zasłużony Działacz Klubu Oficerów Rezerwy LOK” (2009)
- Odznaka Honorowa „Za Zasługi dla Stowarzyszenia Kawalerów Orderu Wojennego Virtuti Militari” (2019)
- Odznaka pamiątkowa NSZ (2023)[27]
- Złoty Medal „XL-lecia Związku Żołnierzy Wojska Polskiego” (2021)[28]
- Złoty Medal Pamiątkowy 50. Rocznicy Śmierci Generała Broni Władysława Andersa (2024)[29]
- Medal 75-lecia Ligi Obrony Kraju „Za Zasługi” (2019)
- Medal jubileuszowy 50-lecia IV LO im. Komisji Edukacji Narodowej w Gdyni (1997)
- Europejski Order Who is Who (2014)

## Nagrody i wyróżnienia
- 1984 – Nagroda Muzeum Etnograficznego w Warszawie
- 1988 – Stypendium Ministra Kultury i Sztuki
- 1993 – Nagroda Kuratora Oświaty, Gdańsk
- 1996 – Dyplom Honorowy Komitetu Głównego Olimpiady Artystycznej
- 1998 – Nagroda Prezydenta Miasta Gdyni w dziedzinie edukacji
- 2000 – Nagroda Komitetu Głównego Olimpiady Artystycznej
- 2001 – Nominacja do Nagrody Artystycznej Prezydenta Miasta Gdyni
- 2002 – Nominacja do Nagrody Artystycznej Prezydenta Miasta Gdyni
- 2003 – Nagroda Prezydenta Miasta Gdyni w dziedzinie edukacji
- 2004 – Nominacja Rotary Club do tytułu „Nauczyciel Roku”, Gdynia
- 2013 – Wyróżnienie Honorowe w dziedzinie malarstwa w VII Międzynarodowym Biennale Malarstwa i Tkaniny Unikatowej „Gdynia 2013”.
- 2015 – Oxford Encyklopedia – Osobistości Rzeczypospolitej Polskiej

- 2015 – Nagroda Prezydenta Miasta Gdańska w Dziedzinie Kultury z okazji 35 lecia pracy artystycznej[30]
- 2020 – Nagroda Prezydenta Miasta Gdańska w Dziedzinie Kultury z okazji 40-lecia pracy twórczej[30]